# Durham (Maine)
Durham es un pueblo ubicado en el condado de Androscoggin en el estado estadounidense de Maine. En el Censo de 2010 tenía una población de 3.848 habitantes y una densidad poblacional de 38,05 personas por km².

## Geografía
Durham se encuentra ubicado en las coordenadas 43°57′53″N 70°7′36″O / 43.96472, -70.12667. Según la Oficina del Censo de los Estados Unidos, Durham tiene una superficie total de 101.12 km², de la cual 99.14 km² corresponden a tierra firme y (1.95%) 1.98 km² es agua.

## Demografía
Según el censo de 2010, había 3.848 personas residiendo en Durham. La densidad de población era de 38,05 hab./km². De los 3.848 habitantes, Durham estaba compuesto por el 97.84% blancos, el 0.31% eran afroamericanos, el 0.13% eran amerindios, el 0.55% eran asiáticos, el 0.03% eran isleños del Pacífico, el 0.16% eran de otras razas y el 0.99% pertenecían a dos o más razas. Del total de la población el 0.81% eran hispanos o latinos de cualquier raza.